# Curmanska villan

Curmanska villan är en enfamiljsfastighet på Floragatan 3 i Villastaden på Östermalm i centrala Stockholm som uppfördes 1880-81 för Carl och Calla Curman. Fastigheten är en av få kvarvarande fastigheter i villastaden som bevarar atmosfären och intentionerna från den ursprungliga villastaden och ett av de mest tidstypiska byggnaderna för området. Byggnadens arkitektur förenas med trädgården och grönskan runt den. Huset är inspirerad av Karl Friedrich Schinkels arbeten i Berlin och Potsdam och är en fri tolkning av ett romerskt lanthus med ett högt, glastäckt atrium som centralrum.
Arkitekt för huset var Fritz Eckert, som ritade byggnaden utifrån ett utkast av byggherren Carl Curman. I Stockholms stadsmuseums inventering från 1984 beskrivs huset som ett av de "finaste exemplen på 1800-talets vurm för renässansens antikinspirerade villa med sin symmetriska rumsbildning kring ett ovanbelyst centralrum eller atrium."
Byggnaden blev i slutet av 1800-talet ett centrum för det kulturella sällskapslivet i Stockholm där makarna Curman deltog flitigt. Fastigheten var i familjen Curmans ägo in på 1950-talet. I dag används huset av Thailändska ambassaden. Den stora grannvillan på Floragatan 1 som numera hyser Malaysias ambassad fick sin nuvarande utformning av Ivar Tengbom 1919-1920.